# Kasteel van Gaasbeek

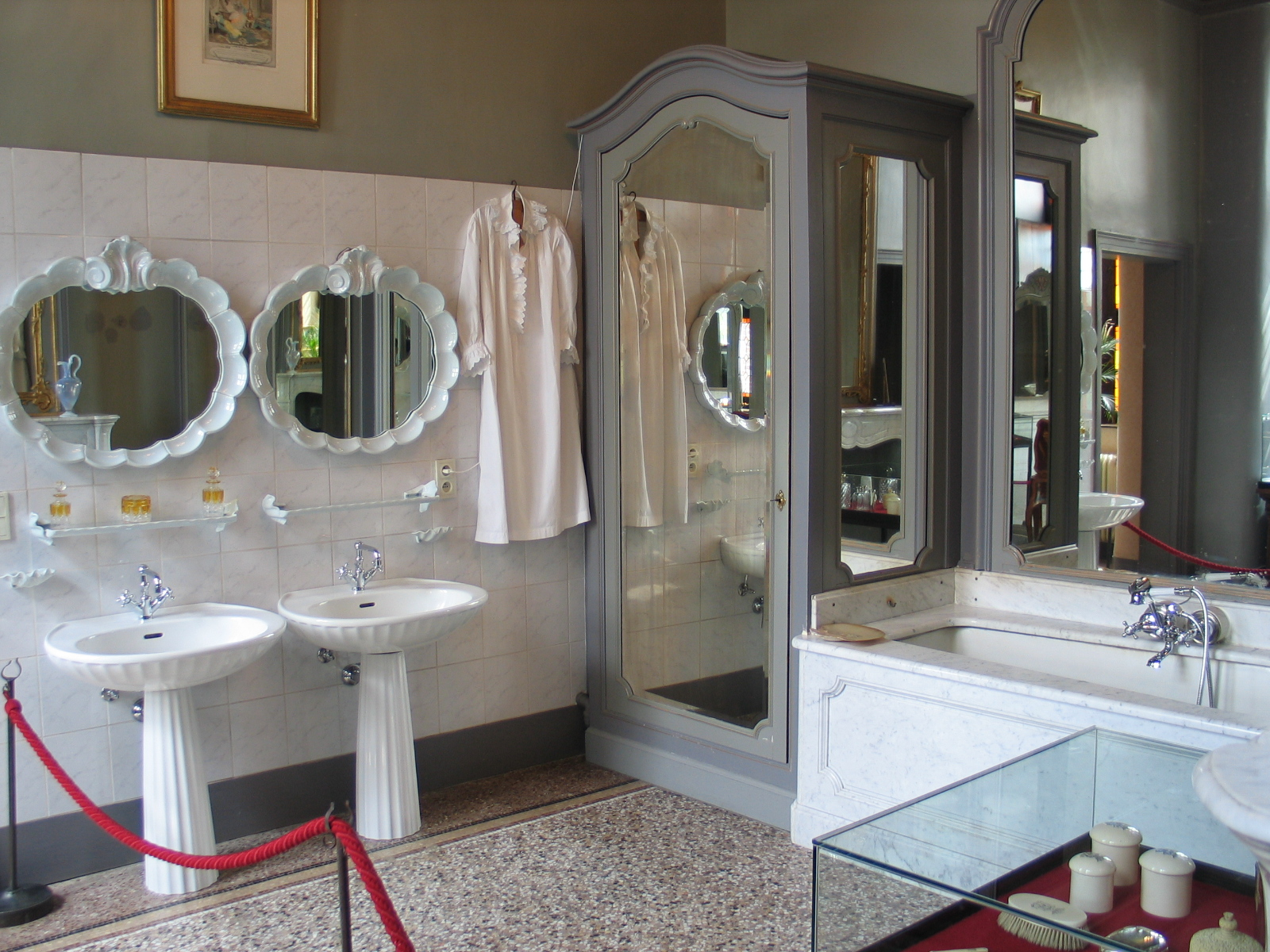
Badkamer van de markiezin (4 mei 2006)

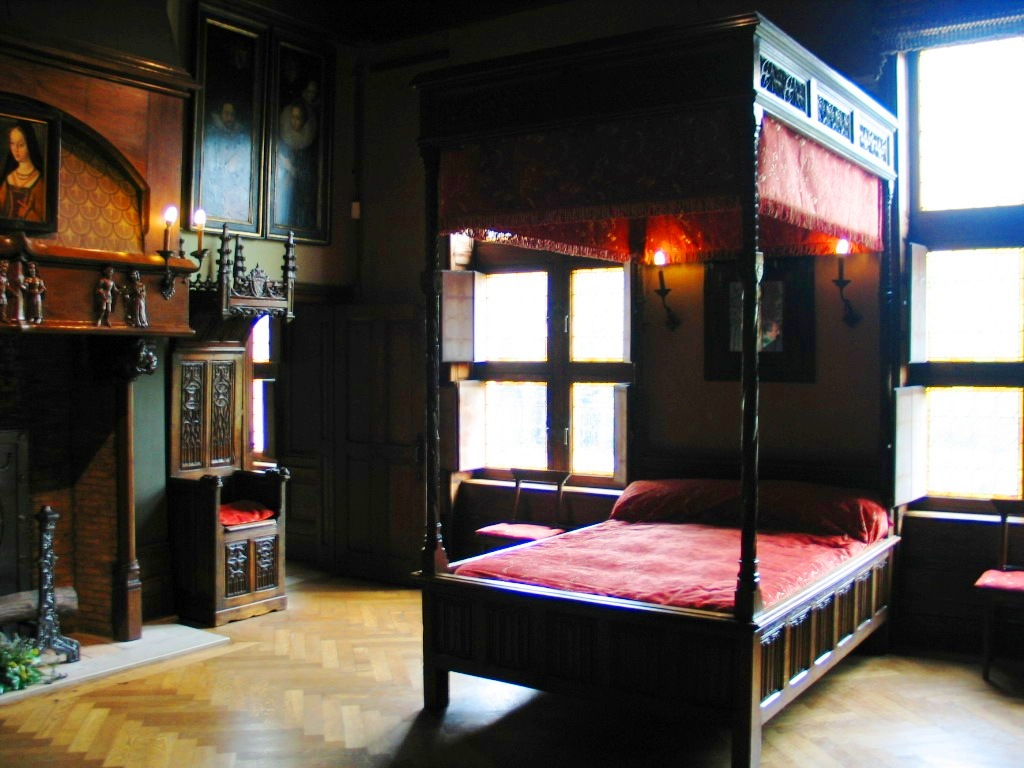
Een van de kamers (4 mei 2006)

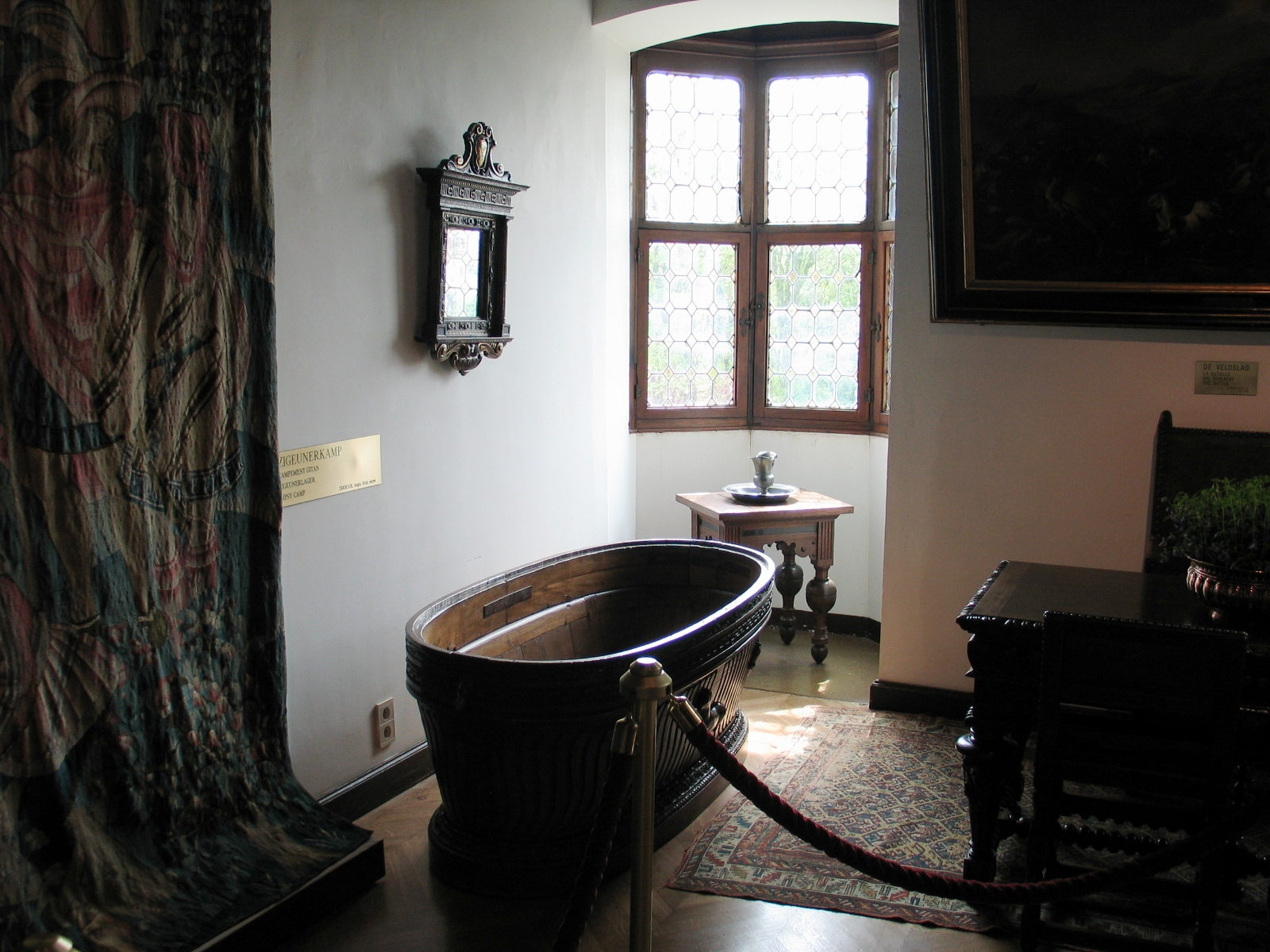
Houten badkuip (4 mei 2006)

Het Kasteel van Gaasbeek is een oorspronkelijk middeleeuwse burcht, thans nationaal museum, gelegen in de Belgische plaats Gaasbeek, een deelgemeente van Lennik (provincie Vlaams-Brabant).

## Het kasteel en de omgeving

### Geschiedenis
Vermoedelijk liet Godfried van Leuven hier omstreeks 1240 een burcht bouwen ter verdediging van het hertogdom Brabant tegen het graafschap Henegouwen. Tijdens het ancien régime was dit het centrum van het Land van Gaasbeek.
In 1388 maakten de Brusselaars het kasteel met de grond gelijk. Daarmee namen ze wraak voor de moord op Everaard t'Serclaes door getrouwen van de kasteelheer, Sweder van Abcoude, die het kasteel nadien weer opbouwde.
Er verbleven een aantal belangrijke families uit de geschiedenis der Nederlanden, onder andere de Hornes en de Egmonts. De bekendste was graaf Lamoraal van Egmont, die het kasteel kocht in 1565, drie jaar voor zijn dramatische terechtstelling. In de Egmondkamer van het kasteel van Gaasbeek hangen dan ook het schilderij Laatste ogenblikken van Egmont door Louis Gallait, een anoniem Egmontportret, een reproductie van de Laatste eerbewijzen aan Egmont en Horne door Jules Messiaen en de moderne fotoversie van het schilderij door Erwin Olaf uit 2012.
Op het einde van de 17de eeuw kwam het kasteel met aanhorigheden in handen van Louis Alexander Scockaert, baron van Gaasbeek en graaf van Tirimont. Eind 18de eeuw had de familie geen mannelijke nakomelingen meer en kwam het kasteel via huwelijken in handen van de Milanese patriciërsfamilie Arconati Visconti. Om die reden is het wapen van de Visconti's, de biscione (een gekroonde azuren draak of slang die een man opslokt op zilver veld) nadrukkelijk aanwezig in de interieuraankleding van het kasteel zoals op houten lambriseringen en schouwmantels. De verticaal opgekrulde draak vindt men ook terug op het logo van het kasteel. Paul Arconati-Visconti bezat ook het Broodhuis op de Grote Markt. De laatste markiezin Arconati Visconti was de Française Marie Peyrat die het kasteel renoveerde en het zijn huidige uitzicht gaf. Ze stierf in 1923.
Zij schonk het domein in 1921 aan de Belgische Staat, die de gebouwen en het park in 1924 openstelde voor het publiek. Dankzij de nabijheid van de hoofdstad en zijn sprookjesachtige ligging is het een toeristische trekpleister voor een internationaal publiek geworden.
Sinds 1980 is het een museum van de Vlaamse Gemeenschap. Tussen 2021 en 2024 werd het kasteel volledig gerestaureerd. Sinds 2024 is het museum opnieuw geopend met een nieuw parcours langs de gedecoreerde stijlkamers.

### Kenmerken
Het kasteel ligt strategisch op een helling en vertoont een onregelmatige, polygonale aanleg binnen een omwalling. Het huidige uitzicht is hoofdzakelijk het resultaat van vernieuwbouw in 1887-1898 in neorenaissancestijl , achtereenvolgens onder leiding van architect en decorateur Charle-Albert en de Franse antiekkenner Edmond Bonnaffé. De gevel aan de grachtzijde benadrukt het robuuste, weerbare karakter van de burcht. Een onderbouw van lokale breuksteen uit de 13de-15de eeuw bleef bewaard. Het oorspronkelijke metselwerk erboven werd waar nodig hersteld of opnieuw opgebouwd tot aan de kroonlijst. Vensters en erkers kregen daarbij een neogotisch tintje.
Het poortgebouw heeft een monumentaler uitzicht. Tijdens de restauratie werd de bakstenen donjon gebouwd met een spietoren en de Brabantse Leeuw in het boogveld. De toren van (Sint-Pieters-)Leeuw werd heropgebouwd als een muurtoren met een trapgevel.
Aan de kant van het ereplein zijn de gevels speelser en meer open. Nog authentiek zijn de middeleeuwse onderbouw van de poorttoren, de renaissancistische bovenvensters en de Keizer Kareltoren. De trap in deze toren bestaat uit treden ingewerkt tussen de buitenmuren en een klimmende colonnade met een vrije, vierkante ruimte binnenin. De overige delen werden gerestaureerd in neotraditionele bak- en zandsteenstijl. De woonvleugel kreeg enkele geraffineerde Italiaanse accenten.
Het interieur werd haast volledig ingericht en gestoffeerd met kopieën van exemplaren uit het Parijse Musée de Cluny en andere belangrijke collecties: schoorsteenmantels, lambriseringen, plafonds, deuren, trappen, muurschilderingen. De meeste zijn uitgevoerd door de Parijse firma Malard en in uitzonderlijke gevallen door Victor Rousseau.
In tegenstelling tot de in renaissancestijl gedompelde museumvleugel ademt het privé-appartement van markiezin Arconati Visconti veeleer een bij de Parijse Hausmann-woningen aanleunende Louis XV-sfeer uit.
In de Sint-Gertrudiskapel bevindt zich Het visioen van de heilige Gertrudis van Gerard Seghers (Vlaamse Meesters in Situ).

### Het park met bijbehorende dienstgebouwen
Het kasteel is omringd door 50 hectare wandelpark en bos. Daarin bevinden zich een aantal historische gebouwen. Op een helling ten oosten van het kasteel ligt een ovaal, bakstenen theehuis met zandstenen omlijstingen. Het domein omvat drie grote vijvers, waar kan gevist worden. In het dal, bij de vijvers, staat de barokke Sint-Gertrudiskapel (een beschermd gebouw).Sommige bomen in het park zijn meer dan driehonderd jaar oud.
Bij de hoofddreef van het domein ligt een terrastuin, omringd door een barokke omheiningsmuur (heringericht tot "levend museum" in 1996-1997). Deze tuin van 1,5 ha tegenover het kasteel  biedt een overzicht van wat de Vlaamse hoveniers en fruittelers presteerden tussen 1860 en 1940, toen zij tot de wereldtop behoorden. Hij bevat fraai aangelegde en perfect onderhouden perken met groenten, bloemen, kruiden, bomen en heesters die rond 1900 in alle grote tuinen te vinden waren (waaronder onder meer vandaag grotendeels vergeten groenten). De museumtuin bestaat uit vier grote afdelingen: een siertuin met oranjerie, aangelegd in "Italiaanse" stijl; een moestuin; een fruittuin met bessen, klein fruit en noten, waarin zich ook de hydrangea-collectie bevindt; een boomgaard met een regionale collectie pruimenbomen. Het hoogtepunt is een verzameling lei-fruitbomen. Aan de tuin palen dienstgebouwen met een traditionele kern.
Aan het zuidoostelijk uiteinde van het domein prijkt een neoclassicistische, bakstenen triomfboog met Korinthische pilasters, naar verluidt opgetrokken omstreeks 1803 door markies Arconati Visconti als hulde aan Napoleon Bonaparte.
Bij de huidige toegang van het domein is een kruitmagazijn bewaard, een achtzijdig gebouw met een polygonaal leien dak en dakkapellen. Erachter bevindt zich de kasteelschuur (ca. 1810), een van de eerste neogotische gebouwen in België.

## Ontsluiting van het kasteel en culturele werking

### Museum van de Vlaamse Gemeenschap
Het kasteel is een erkend museum met een rijke kunstcollectie (kostbaar meubilair, wandtapijten, schilderijen, beelden en edelsmeedwerk). In 20 zalen geven de inrichting en het meubilair van de vroegere bewoners een indruk van het vroegere kasteelleven.
Gemiddeld telt het kasteeldomein van Gaasbeek jaarlijks zo'n 170.000 bezoekers. Zowat 40.000 daarvan bezoeken ook effectief het kasteel zelf. Hiermee is Gaasbeek, naast de Nationale Plantentuin van België en de musea van Tervuren, een van de belangrijkste drie trekpleisters voor toeristen in de Vlaamse Rand.
Behalve het museum beschikt het kasteel van Gaasbeek ook over een belangrijk regionaal archief en wetenschappelijke bibliotheek, met plaatselijke geschiedenis en kunstgeschiedenis als specialiteit. Het oudste van de 3.000 documenten die in het archief berusten is een akte uit 1297. Tot het archief behoren ook topwerken als het huwelijkscontract van barokschilder Peter Paul Rubens met Helena Fourment en zijn laatste testament.

### Conservators
De eerste conservator van het domein was de Franstalige Georges Lockem. Hij was er actief van 1924 tot 1953. Hij liet in de binnentuin opgravingen verrichten die leidden tot de blootlegging van trappen, gangen en twee ondergrondse kamers uit de vijftiende eeuw.
De Vlaamse schrijver en dichter Maurice Roelants (1895-1966) volgde hem in 1954 op. Hij was de eerste Nederlandstalige conservator en hij slaagde erin het domein een nieuwe dynamiek te geven. Zijn verdienste bestaat erin dat hij het kasteel uitbouwde tot een intellectuele en culturele ontmoetingsplaats. Ook liet hij de binnentuin heraanleggen.
De volgende conservator was historicus dr. Gaston Renson (1914-2001). Hij dankte zijn benoeming in 1963 aan Minister van Cultuur Renaat Van Elslande (1916-2000) die een academicus boven een scheppend kunstenaar of schrijver verkoos. Renson publiceerde meerdere gezaghebbende werken over Gaasbeek en zijn bewoners.
Dr. Herman Vandormael (1938), historicus en voormalig programmamaker bij de toenmalige BRT, volgde Renson op. Vandormael schreef vijf boeken over het kasteel van Gaasbeek.
Sinds 2004 was Luc Vanackere directeur van het domein van Gaasbeek. Huidig directeur is Isabel Lowyck.

### Tijdelijke tentoonstellingen in het kasteel
Het kasteel is op regelmatige basis het decor van tijdelijke tentoonstellingen, concerten, filmvoorstellingen, theater, enz. Zo was er in 2011 een tentoonstelling “Sleeping Beauties”, waarin opgenomen een aldaar uitgevoerde installatie van Spencer Tunick. In de zomer van 2017 ging er de tentoonstelling The artist/knight door waarbij installaties van onder meer Damien Hirst, Yoko Ono, Tracey Emin, Marina Abramovic en Kris Martin een boeiende interactie aangingen met het overdadig gedecoreerde interieur van harnassen en barokke sierschouwen. Het schaakbord vormde een rode draad in deze expositie, temeer omdat de paardensprong bij het schaken the knight's move heet.

## Wetenswaardigheden
- Het kasteel was regelmatig het decor van film- en televisieopnamen. In de populaire Vlaamse tv-klassieker Johan en de Alverman speelde Gaasbeek een belangrijke rol, net als in Tijl Uilenspiegel (1961) en De Saga van Oberon (2005).
- Omwille van een historische band van voormalige eigenaars van het kasteel is de fusiegemeente Lennik, waar Gaasbeek deel van uitmaakt, verzusterd met de gemeenten Arconate (Italië) en Abcoude (Nederland).
- Aan de overkant van de Kasteelstraat, tegenover het kasteeldomein van Gaasbeek, ligt - op de grens met de gemeente Sint-Pieters-Leeuw - het openbaar parkdomein Groenenberg, eveneens van de Vlaamse Gemeenschap, die het in 1992 grondig liet restaureren. Het Kasteel Groenenberg werd gebouwd omstreeks 1900 in Vlaamse neo-renaissancestijl. Het Engelse landschapspark van 45 ha is aangelegd door Edmond Galoppin, een van de bekendste landschapsarchitecten uit die tijd. Het park wordt gekenmerkt door kronkelende wegen, gebogen bosranden en uitgestrekte grasvelden, lage bloemperken, solitaire bomen en heesters. Op de meest merkwaardige bomen zijn didactische identificatieplaatjes aangebracht.

## Galerij

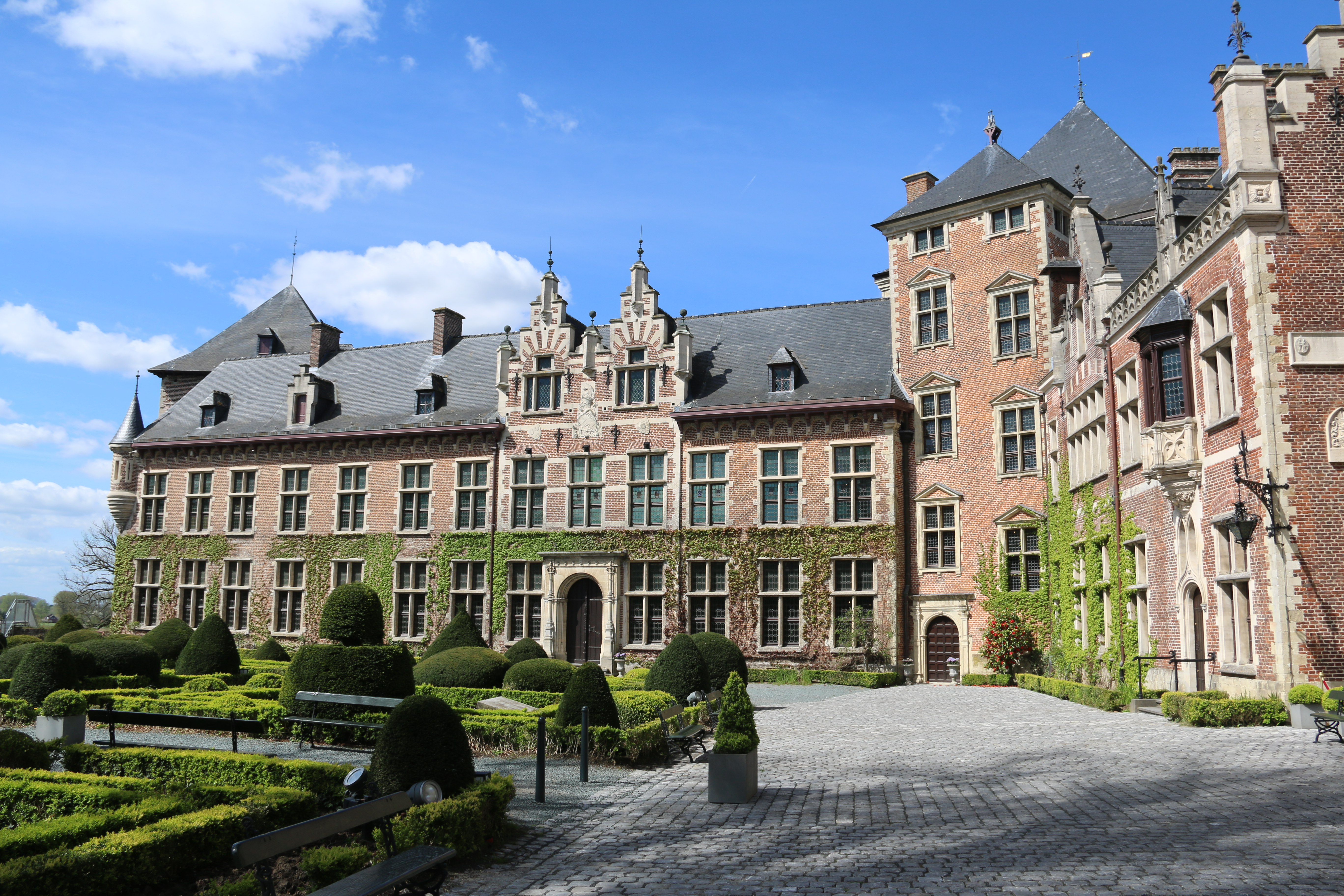
Het binnenhof
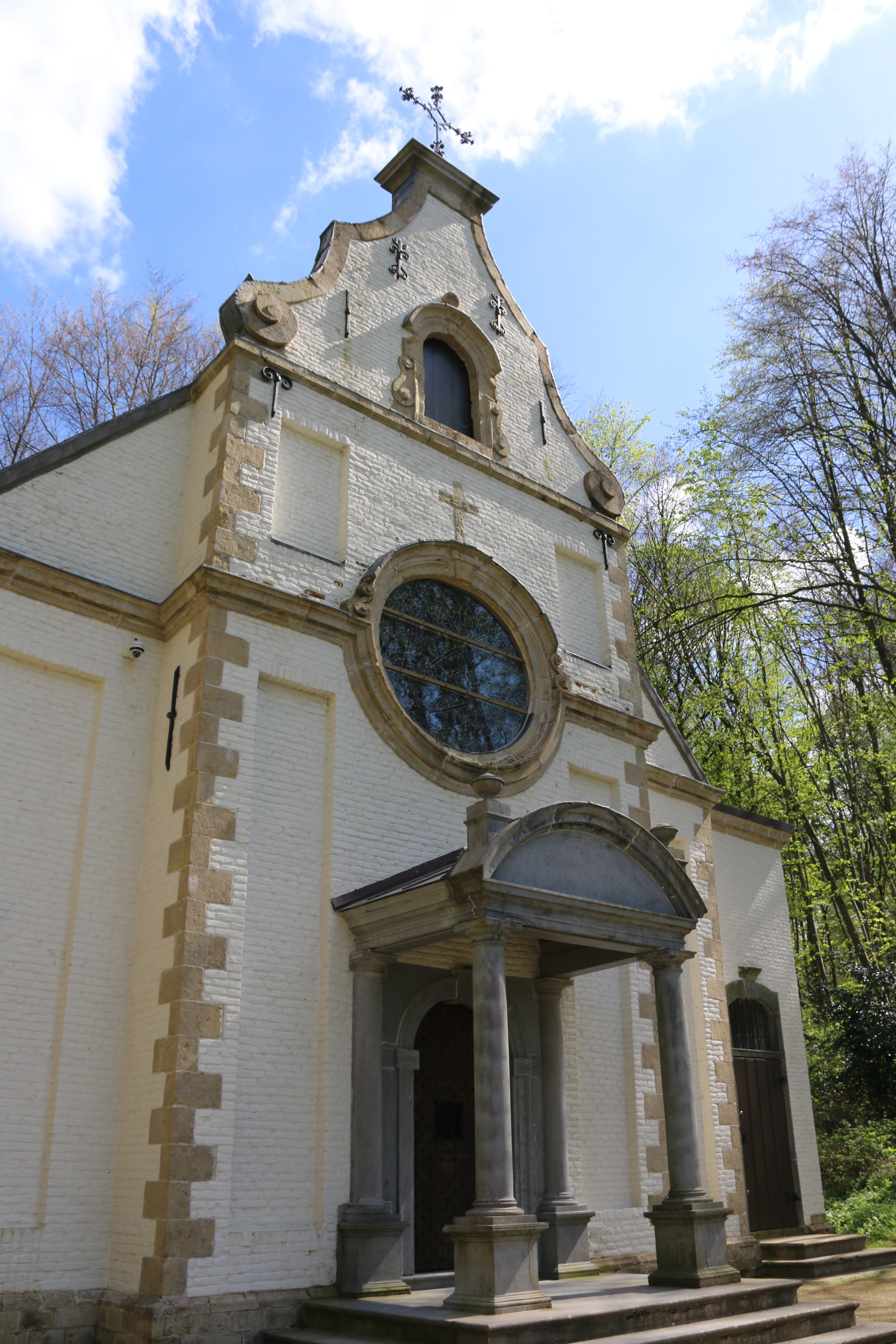
Sint-Gertrudiskapel van het kasteel
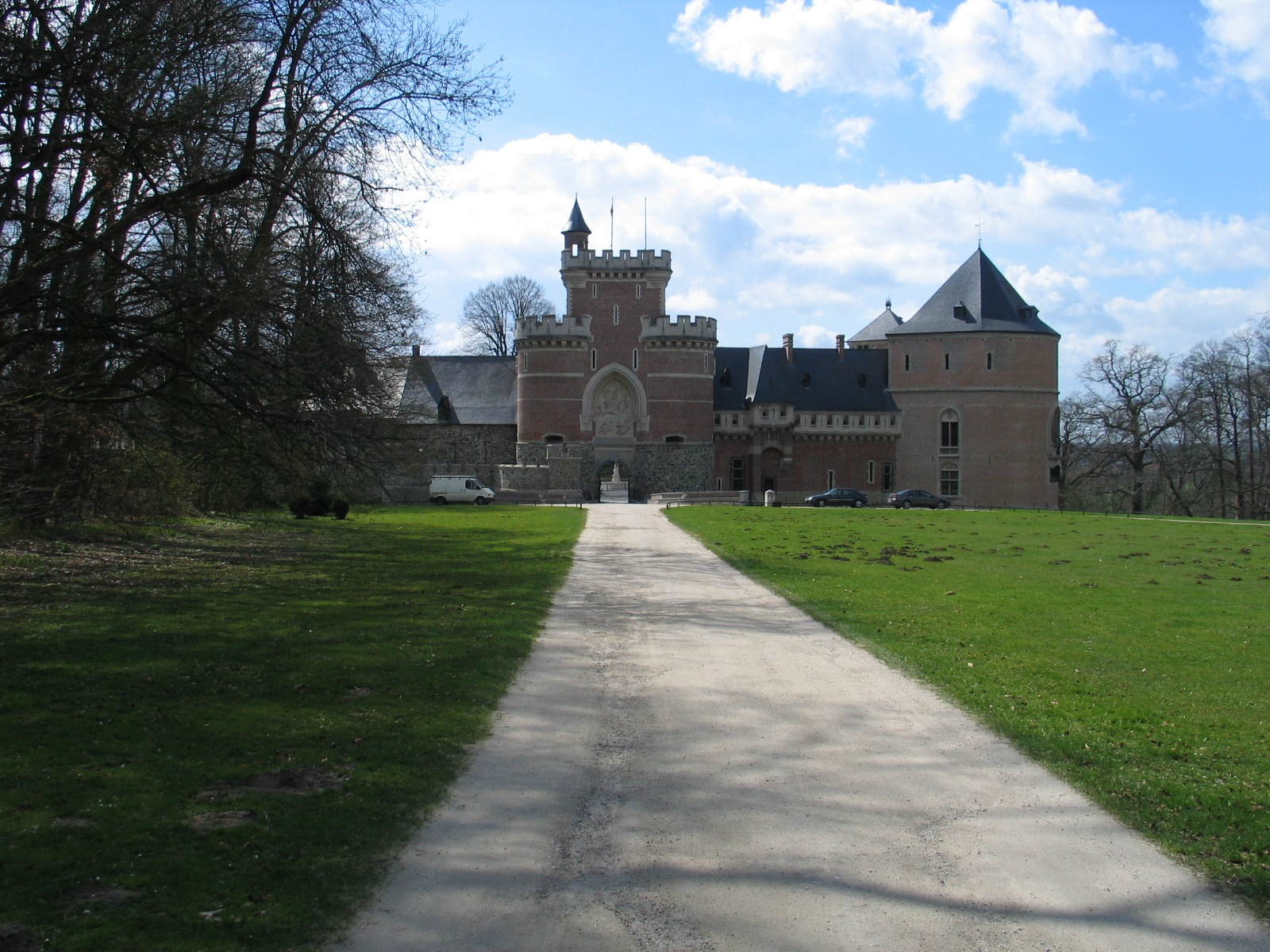
Hoofdingang van het kasteel
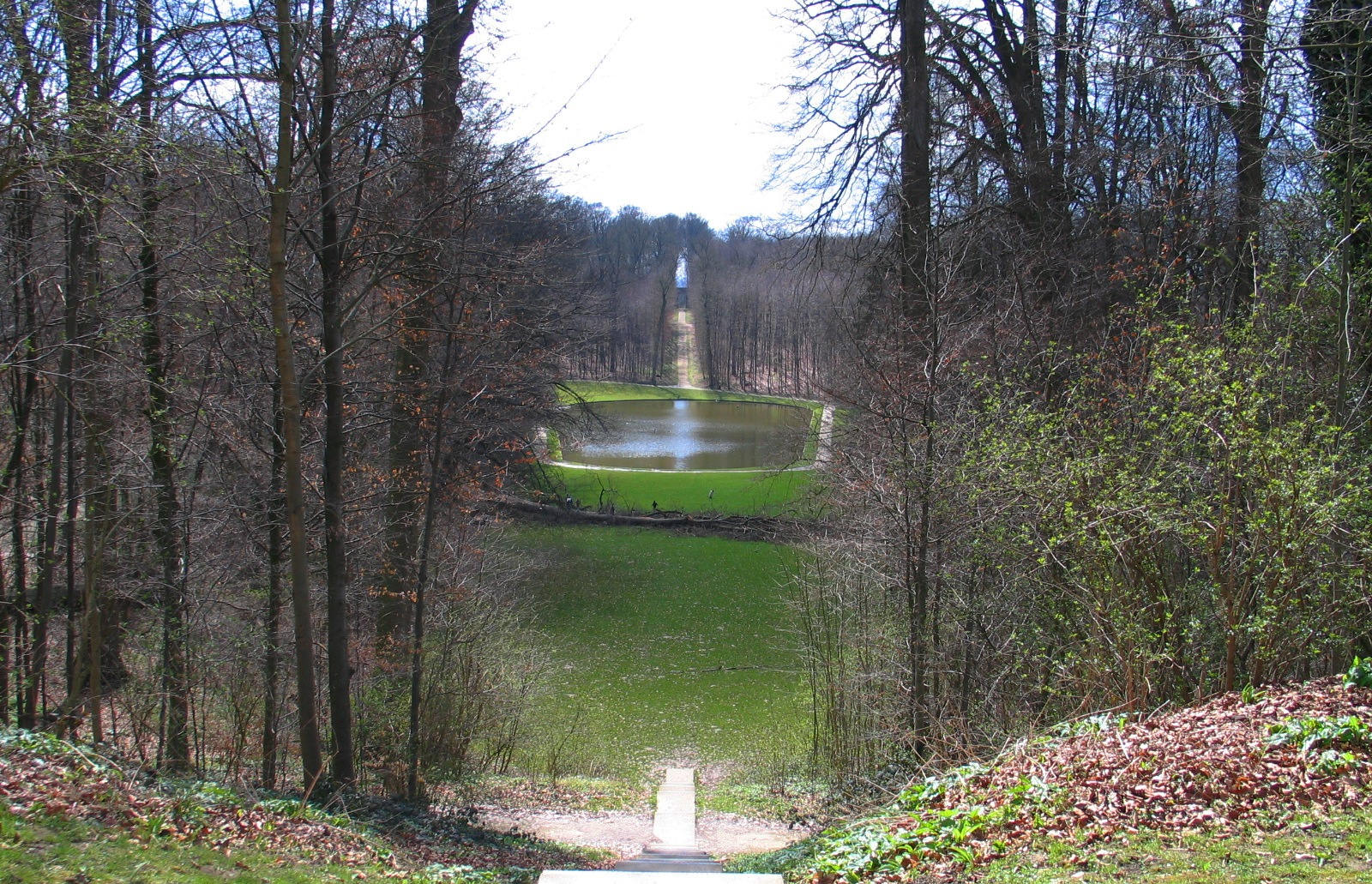
Het park van het kasteel
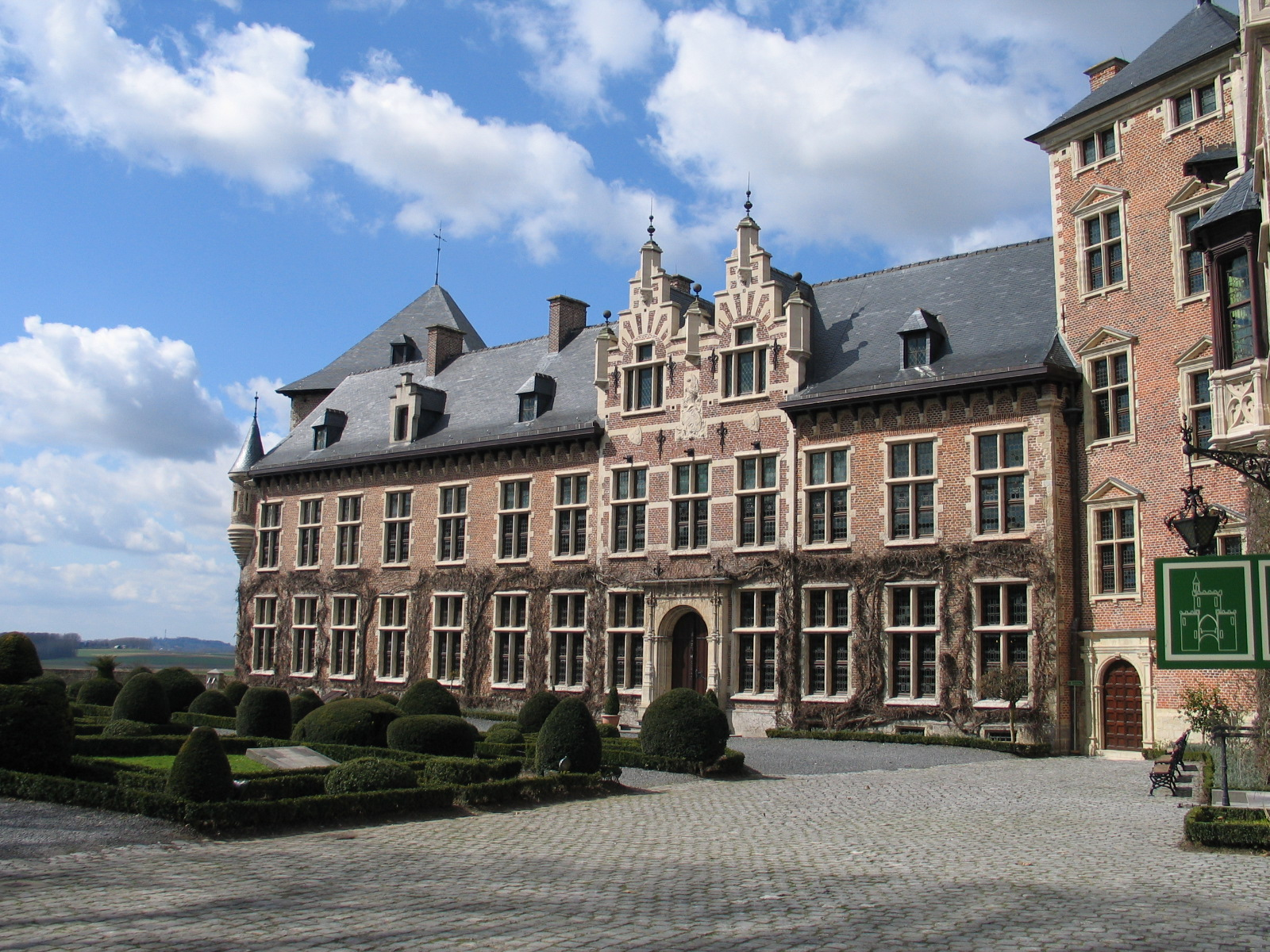
Achtergevel van de rechtervleugel
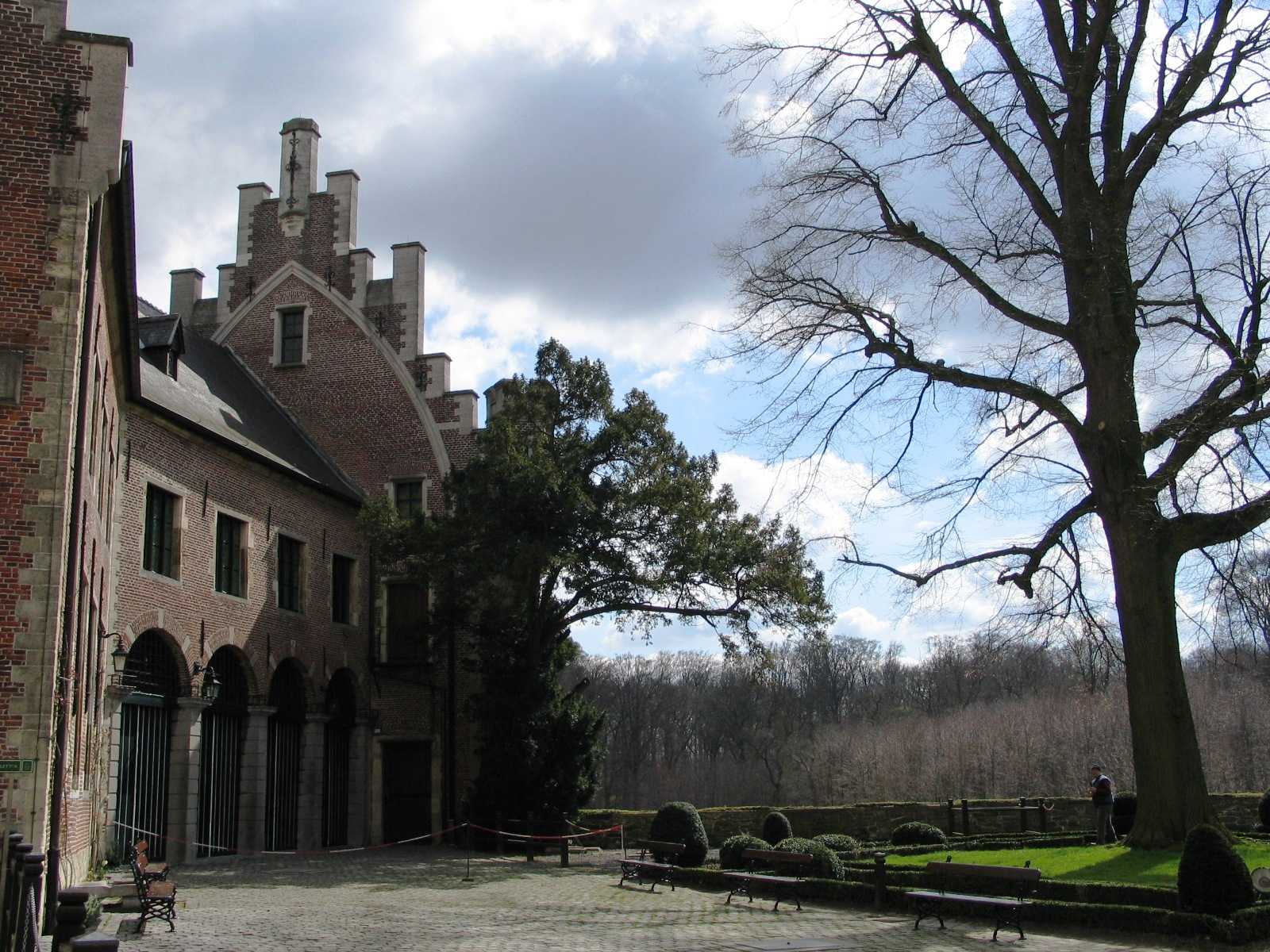
Achtergevel van de linkervleugel
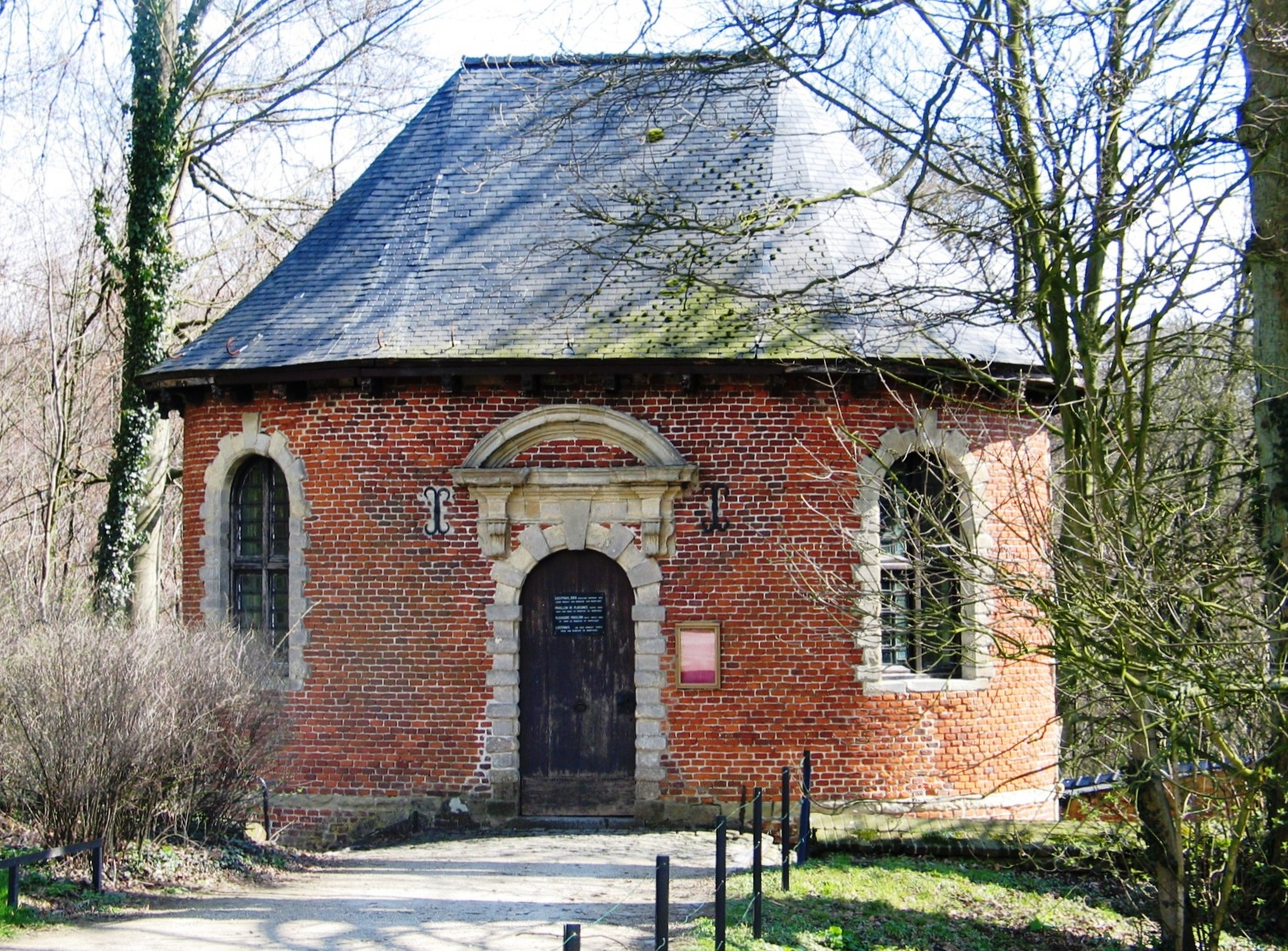
Lusthof van het kasteel
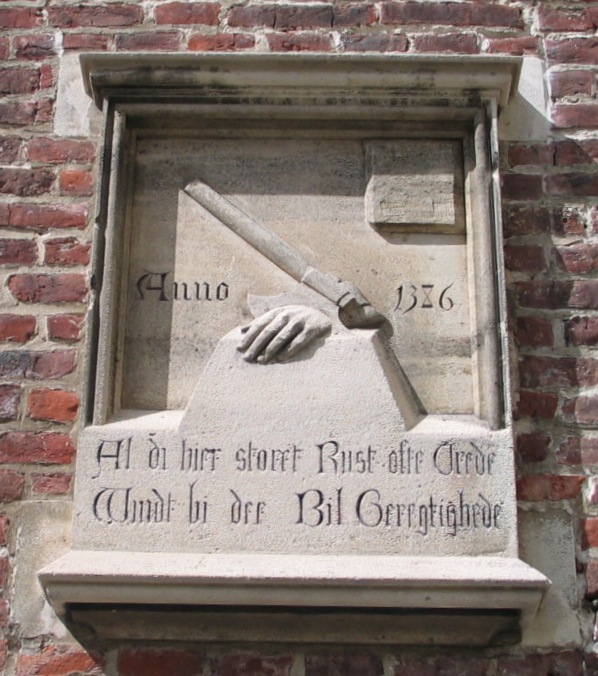
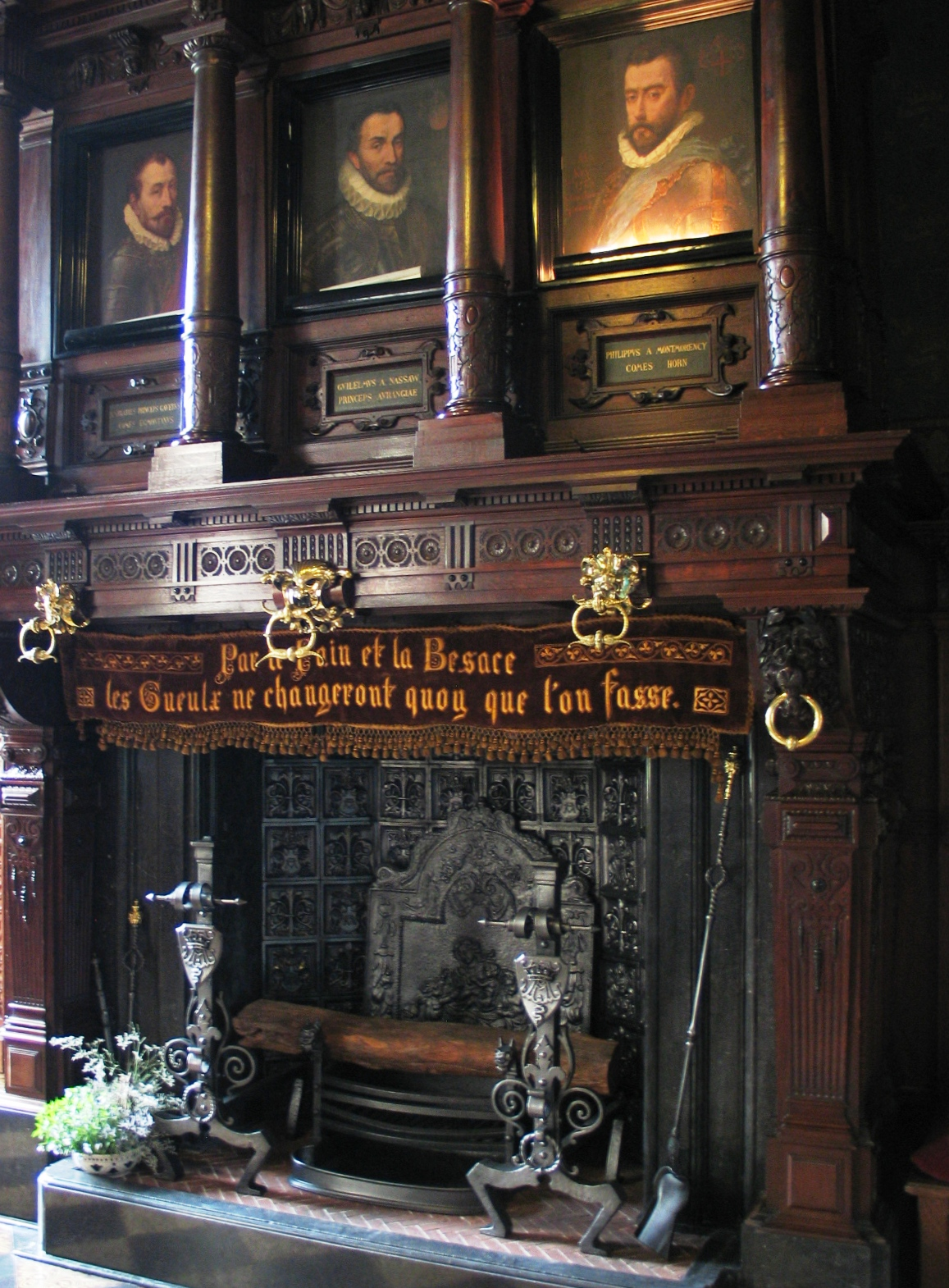
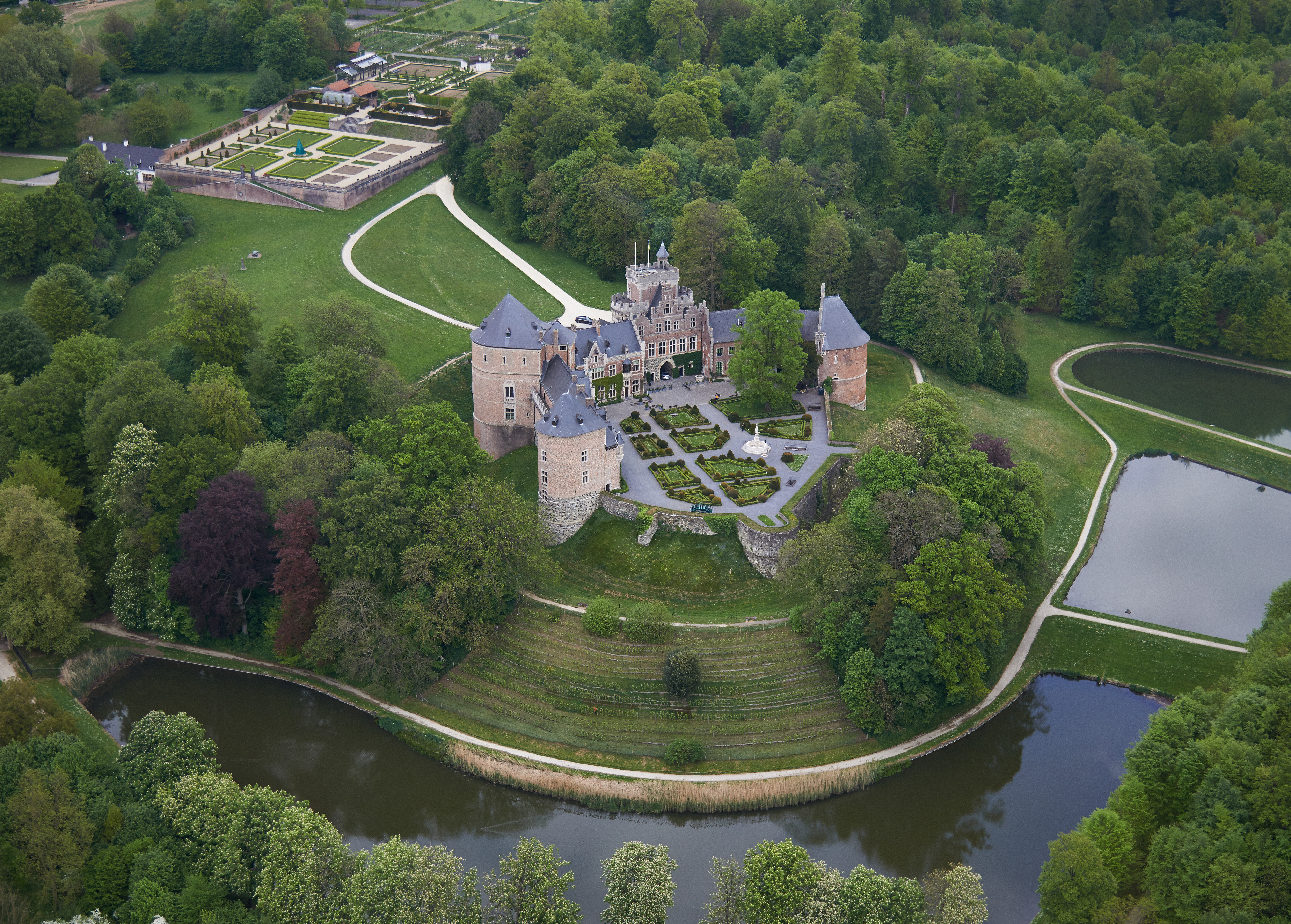
Luchtfoto van het kasteel
De Biscione, een draak of mogelijk een slang die een man opslokt, was het wapen van de Visconti

## Beknopte bibliografie
- RENSON, Gaston, Het kasteel-museum van Gaasbeek. Zonder vermelding van uitgeverij, plaats en jaar van uitgifte.
- VANDORMAEL, Herman, Kasteel van Gaasbeek, Dudion, Brussel en Gemeentekrediet, Brussel, 1988.
- Diverse auteurs, Het verleden herbouwd, Charle-Albert en de restauratie van het Kasteel van Gaasbeek. Verschenen in: Gasebeca, 20e aflevering, Gaasbeek, 1999.
- VENNEKENS, F., La seigneurie de Gaesbeek (1236-1795), Abbaye d'Affligem-Hekelgem, 1935.
- DE PESSEMIER 's GRAVENDRIES, Paul, "Het kasteel van Gaasbeek onder de vleugels van markiezin Arconatie Visconti", in: Historische Woonsteden & Tuinen, 2018, 4de trimester nr. 200, pp. 14-19 en 22-41.